# Eleições no Território Federal de Roraima em 1954
As eleições no território federal de Roraima em 1954 ocorreram em 3 de outubro como parte das eleições gerais no Distrito Federal, em 20 estados e nos territórios federais do Acre, Amapá e Rondônia. No presente caso, a Constituição de 1946 fixou um deputado federal para representar cada um dos territórios federais então existentes.

## Resultado da eleição para deputado federal
Conforme o Tribunal Superior Eleitoral, 5.675 eleitores estavam aptos a votar em Roraima. Nos territórios federais representados por um deputado federal, será observado o princípio do voto majoritário.

### Chapa do PTN
| Candidatos a deputado federal em 1954 | Partido | Votação | Percentual | Cidade onde nasceu | Unidade federativa | Referências |
| Félix Valois                          | PTN     | 1.053   | 100%       | Pastos Bons        | Maranhão           | [ 5 ]       |
| Jocelyn Leocádio da Rosa              | PTN     | -       | -          | Cuiabá             | Mato Grosso        | [ 6 ]       |
| Fontes:                               |         |         |            |                    |                    |             |